# Chejudocythere vandenboldi
Chejudocythere vandenboldi is een mosselkreeftjessoort uit de familie van de Paradoxostomatidae. De wetenschappelijke naam van de soort is voor het eerst geldig gepubliceerd in 2001 door Aiello & Szczechura.